# دم‌خاری گونه‌خط‌دار
دم‌خاری گونه‌خط‌دار (نام علمی: Cranioleuca antisiensis) نام یک گونه از سرده دم‌خاری‌های نمادین است.